# Rule of Rose
Rule of Rose is een computerspel ontwikkeld door Punchline en uitgegeven door Sony, Atlus en 505 Games voor de PlayStation 2. Het survival-horrorspel is uitgekomen in Japan op 19 januari 2006, in de Verenigde Staten op 12 september 2006 en in Europa op 3 november 2006.

## Plot
Jennifer, een 19-jarige vrouw die haar geheugen is kwijtgeraakt, raakt verstrikt in een wereld die wordt geregeerd door jonge weesmeisjes volgens een klassensysteem. Het verhaal speelt zich af in Engeland in 1930 en werd geïnspireerd door de verhalen van de gebroeders Grimm en de Silent Hill-serie.

## Spel
Spelontwikkelaar Punchline begon met de ontwikkeling van het spel nadat Sony hen vroeg om een psychologisch horrorspel te ontwerpen. De speler moet Jennifer door de spelwereld loodsen en opdrachten voltooien om door te kunnen gaan. Onderweg komt ze vijanden en eindbazen tegen die met handwapens verslagen moeten worden. Jennifer komt al vroeg in het spel een hond tegen die haar volgt. Ze kan hem ook sturen met commando's. In het level zijn diverse voorwerpen die men kan gebruiken om bijvoorbeeld de levensmeter te herstellen.
Het spel is regelmatig vergeleken met Silent Hill en Haunting Ground, vanwege de vergelijkbare psychologische horrorelementen.

## Ontvangst
| Recensiescore             | Recensiescore |
| Recensieverzamelaar       | Score         |
| ------------------------- | ------------- |
| Metacritic                | 59%           |
| Publicist                 | Score         |
| Electronic Gaming Monthly | 4,5           |
| Famitsu                   | 28/40         |
| Game Informer             | 6,25          |
| GameSpot                  | 6             |
| GameSpy                   | 3/5           |
| IGN                       | 4,9           |

Rule of Rose ontving veel gemengde recensies. Men prees het verhaal, de muziek en horrorelementen in het spel. Kritiek was er vooral op de matige gameplay.
Op aggregatiewebsite Metacritic heeft het spel een verzamelde score van 59%.